# Acraea lankesteri
Acraea lankesteri är en fjärilsart som beskrevs av Carpenter 1941. Acraea lankesteri ingår i släktet Acraea och familjen praktfjärilar. Inga underarter finns listade i Catalogue of Life.